# 針刺傷害
針刺傷害（英語：Needlestick injury）指的是皮下注射針或其他銳利物刺穿皮膚，與血液、身體組織、或其他體液發生接觸的現象。針刺傷害本身的急性生理效應通常可忽略不顧，但傷害有導致血體液傳染病傳播的可能，讓受傷者暴露在致病病原體（例如B型肝炎病毒（HBV）、C型肝炎病毒（HCV）、和人類免疫缺陷病毒（HIV））的風險提高。
根據報導，全世界的醫事人員（包括化驗室工作人員）中，有超過25種血體液傳染病毒的感染是由針刺傷害所引起。除針刺傷害之外，這類病毒的傳播也能經由人體粘膜（如眼睛）接觸到患者的血液或體液所引起，但在美國，在所有經皮曝露意外之中，針刺傷害佔80％以上。其他職業，包括執法人員、勞工、刺青工作者、食物準備人員、和農業工人，也經常碰到這類風險。
人們日漸對這種特有的職業傷害有所認識，並發展出有效的因應措施，盡力減少這類屬於可預防的風險，美國為之訂立法規，讓受傷害的醫事人員數目降低。

## 對健康影響
扎傷會導致細菌、原生動物、病毒、和朊毒體的傳播，這類傷害所傳播的疾病中，以B型肝炎、C型肝炎、和愛滋病的風險最大。世界衛生組織（WHO）估計在2000年，全球有66,000例B型肝炎、16,000例C型肝炎、和1,000例愛滋病的感染是由針刺傷害所造成。身處血體液傳染病發病率較高的群體中，醫事人員更容易經由針刺傷害而染上這類疾病。而其中又以C型肝炎的傳播風險最高，接觸到的人之中，有10％會出現血清轉化，而有10％會發生症狀。由於一般民眾和醫事人員接受過B型肝炎疫苗接種的比率較高，因此B型肝炎傳播的風險會較低；但是非醫事的工作人員（例如垃圾收集人員）接受B型肝炎疫苗接種率相對較低，因此對他們而言，風險就比較高。據報導，C型肝炎的傳播率為1.8％，但有較新和較大規模的調查顯示，傳播率僅為0.5％。醫療機構內的經皮曝露而發生的愛滋病傳播總體風險比率為0.3％。由使用過的醫療銳利物所導致的血體液感染，還要看額外的因素-空心針、深層穿刺、針上有患者血液，位於患者體內動脈或靜脈的縫合針頭、或沾有絕症患者血液的銳利物，都會讓受到感染的風險大增。

### 心理上的影響
因醫療執業而受針刺傷害，在心理上的影響包括有：產生疑病症、因為要對性伴侶透露或者擔憂傳播給性伴侶而產生的焦慮、與心裡創傷相關的情緒起伏、以及抑鬱。這會在人際關係或是日常生活中發生自殘行為，或是功能失調。在受害者獲得與疾病傳播，或者暴露後預防療法（PEP）的相關知識後，問題仍無法舒緩。焦慮和其他心理影響通常會在測試完成後減輕，但有些人在接受多次測試後，焦慮反會加劇，有少數人會有為期甚長的心理問題（包括創傷後壓力症候群，PTSD）。
如果受到乾淨針頭的扎傷（即未接觸過體液），發生感染的可能性通常不高。但是，根據工作場所關於職業安全的規定，被扎到的人仍有義務要作報告。

## 肇因
針刺傷害事件會在醫療衛生工作場所發生。譬如在抽血、作肌內注射或靜脈注射、或使用任何銳利物，都有發生事故的可能，事故會導致血體液傳染病的傳播。在幫針頭加上保護套，或是把注射器拋入過滿或是裝載銳利物不當的容器的時候，由於不慎，也可能會造成傷害。缺少適當的個人防護裝備（PPE），或者員工未使用由機構供應的裝備，也會把執業時發生針刺傷害的風險提高。
當不同的醫事人員之間傳遞針頭，裝入穿刺針托（或稱持針器），或是為手術縫合線（針頭尚未移除）打結時，也會發生針刺傷害。針刺傷害在夜班時發生的頻率會更高，傷害也常發生在經驗不足的人員身上。疲勞、工作繁重、輪班、高壓力環境、或是對風險的高度感知，都會增加傷害的機會。手術過程中，手術針或其他鋒利的器械都可能會在無意中刺穿手術人員的手套以及皮膚； 手術刀造成的損傷通常大於針刺。通常，針刺傷害只會造成輕微的，可見的創傷或出血；但是，即使是未出血，感染到病毒的風險仍然存在。

## 預防

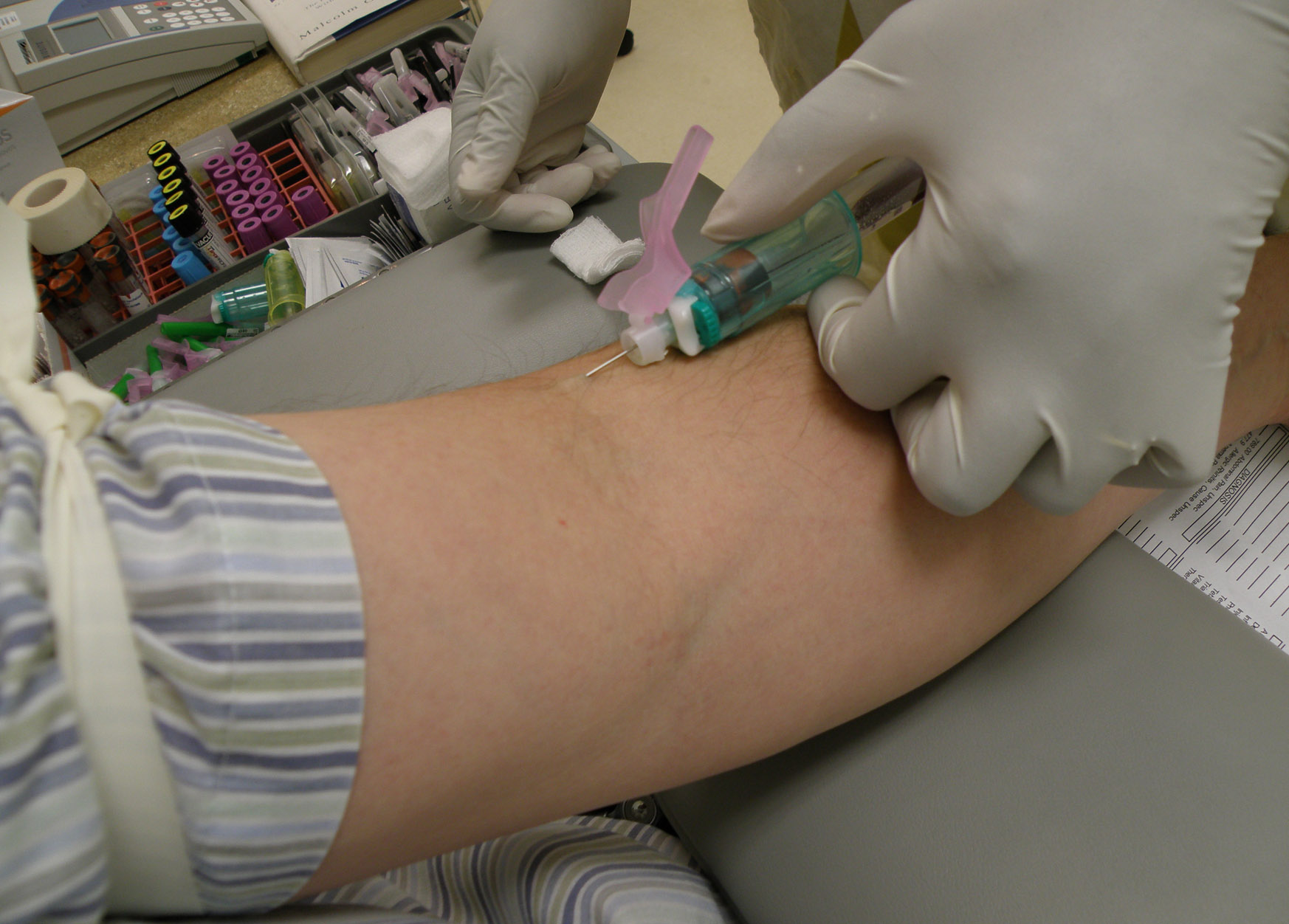
利用真空採血管抽血，一個粉紅色的保護裝置，在針頭離開採血管後，用來包覆針頭，防止傷害。

預防針刺傷害的工作重點應該放在那些風險機會最大的醫事人員身上。
這些人包括手術室中的外科醫生和輔助人員，他們常受到縫線針和其他銳利物的傷害。基本上，防止這類傷害有三種補充的方法。第一是使用改良過的器械，例如鈍針或圓體角針，和安全手術刀，把受到銳利物傷害的機會降低。在1990年代有無針式輸液接頭（Needleless connectors，NCs）被引進，減少醫事人員受傷害的風險。第二是遵守安全工作規則，在手術室設置手術器械暫放區，人員透過暫放區取用銳利物，避免"手到手"傳遞（hands-free technique）。第三是加強個人防護裝備，例如使用兩副手套。這些被提到的預防措施需要認真執行，因為問題的發生通常是缺乏認真執行的結果。為了達到更好的執行效果，必須透過立法、教育、加上訓練，讓所有涉入這類風險的人員都受到保護。
另一個接觸到風險的群體是護理人員，但是他們接觸的頻率會少過外科醫生。他們的風險主要是來自注射器的使用和棄置。前述的預防方法也可沿用。有許多所謂的改良過的安全器械，例如可伸縮針頭、針頭護套/蓋子、無針式靜脈輸液套件、以及靜脈連接器上的鈍端或帶閥接頭。護理人員使用雙層手套的情況並不普遍。
有些研究發現，注射器上裝有安全針頭可減少傷害，但另有研究則顯示出結果是好壞參半，或是沒益處。遵循"無接觸"守則，把直接接觸針頭的機會消除，可大幅降低針刺傷害的風險。做外科手術的時候，尤其是在腹部的手術，鈍頭縫合針可把針刺傷害降低69％。使用鈍針或圓體角針用於縫合肌肉和筋膜，它們的價格雖然比銳利針頭昂貴，但可透過減少傷害（治療傷害的費用更昂貴）可把這種成本平衡過來。銳利針頭在手術時造成的傷害佔整體針刺傷害的51-77％。美國外科醫生學院（ACS）和國家食品藥品監督管理局（FDA）也為在縫合筋膜和肌肉時採用鈍頭縫合針的做法給予附議。中空針頭比實心針頭產生的傷害會更大，但是中空針頭的風險容易預防：使用安全針頭可把風險降低25％。手套對於鈍頭針所提供的防護效果，高於對銳利針頭的。此外，同時使用兩副手套（雙手套），可把受到針刺傷害的風險減少一半。戴三副手套可能比戴兩副手套更有效，但使用厚一點的手套，效果和使用薄手套則無區別。一項由考科蘭所發表的評論發現，在靜脈注射啟動套件和靜脈穿刺設備上的安全裝置，在減少針刺傷害頻率上的效果不明顯。但這些安全裝置會提高血液飛濺的風險。給予相關醫事人員教育訓練可降低他們受到針刺傷害的風險。美國國家職業安全衛生研究所（NIOSH）開展一項（停止針刺傷害（Stop Sticks））運動，給予處於風險環境中的醫事人員適當的訓練。

## 處置方式
受到針刺傷害之後，有特定的程序可把感染的風險降至最低。立即對受傷者作化驗室檢查，指標性的檢驗包括有愛滋病毒、急性肝炎項目（包括Ａ型肝炎抗體免疫球蛋白Ｍ檢查（HAV IgM）、B型肝炎表面抗原（HBsAg）、B型肝炎核心抗體免疫球蛋白Ｍ（HB coreIgM）、C型肝炎）、以及已經做過免疫人員的Ｂ型肝炎表面抗體。除非已知道傳染來源，否則需要儘速確定。除非已確定在HBV、HCV、和HIV都呈陰性，否則應立即做PEP，最好在傷害發生後的一小時內即實施。

### B型肝炎
會發生B型肝炎（e抗原呈陽性）的血清轉化風險估計為37-62％，明顯高於其他血體液病原體。暴露於B型肝炎病毒的情況發生之後，有適當而及時的PEP可防止感染，以及防止感染後所產生的慢性感染或是肝病。PEP使用的主要手段是B型肝炎疫苗的接種。在某些情況下，會使用B型肝炎免疫球蛋白來增強保護作用。

### C型肝炎
發生C型肝炎血清轉化的風險估計為0.3–0.74％。對於執行PEP，並不建議使用免疫球蛋白和抗病毒藥物。目前尚無針對C型肝炎病毒的疫苗；因此，暴露後的重點包括有監測血清轉化。對於C型肝炎病毒的治療，因最近引入的強效直接抗病毒劑（direct antiviral agents，DAA）而有革命性的變化。現在，無干擾素的治療，提供患者長期根除病毒的方法。

### HIV
因為刺穿皮膚而受到愛滋病毒感染的風險估計為0.3％。如果對來源患者的狀況無資料時，應在接觸後儘快檢驗來源患者的血液（HIV檢測）。對受傷者所做的PEP是儘速施用抗反轉錄病毒藥物，最好是在暴露後三天內即執行。世上尚無用於愛滋病的疫苗。當已知來源血液呈HIV陽性時，美國疾病控制與預防中心（CDC）建議使用3種藥物療程；如果來源血液病毒載量低，或是風險低，則可使用2種藥物療程。抗病毒藥需要服用4週，可包括逆轉錄酶抑制劑（NRTI類，有三種：NtRTIs、NNRTIs、NNRTIs，前兩種為核苷逆轉錄酶抑制劑，第三種為非核苷逆轉錄酶抑制劑）、蛋白酶抑制劑（PI類）、或融合抑制劑。這些藥物都有嚴重的副作用。如果來源血液檢測結果是HIV陰性，可停止PEP。所有接觸者要接受至少六個月的諮詢和HIV檢測。這類檢測在基線、6週、12周、和6個月按期進行，在特殊的情況下（例如與C肝炎病毒共同感染）需要更長的諮詢和檢測時間。

## 流行病學
WHO在2007年估計全球一年發生的針刺傷害有200萬起，另一項調查的估計則是每年有350萬起。歐洲生物安全協會估計，單是在歐洲每年就有100萬起針刺傷害事件。美国职业安全与健康管理局（OSHA）估計，美國醫療衛生行業中，有560萬名工作人面臨經皮針刺傷害而感染到血體液傳染病的風險。CDC估計，美國每年有600,000到800,000多例的醫事人員遭遇針刺傷害。
要估計暴露風險的人，或是知道實際受傷案例的數目，並不不容易。首先，很難看到自己或是他人受到扎傷。外科醫生手套上的穿孔數目被認為是合理的客觀衡量指標。雖說手套上的穿孔可供客觀的衡量，但手套的穿孔與針刺傷害之間的關係仍未被清楚的建立。另一個問題是傷害會被漏報。據估計，在執業時發生的針刺傷害有一半並未報告。此外，受傷害的員工縱然做了報告，但由於系統的問題，不曉得其中有多少並未登載在機構的記錄裡面。這使得醫療領域裡面的各個科別的實際風險曝露，很難被確定。大多數研究使用的是資料庫中有記載的傷害報告，用來建立預防措施，而不是根據實際的暴露風險來建立。
在醫事人員裡面，護理人員和醫師所面臨的風險最高。而在手術室工作的風險最大。一項對美國外科醫生所做的調查顯示，幾乎每位外科醫生在受訓時，至少受過一次此類傷害。外科手術中，有超過一半的針刺傷害是發生在醫生縫合肌肉或筋膜的時候。在醫學領域裡面，不同的專科有不同的針刺傷害風險：外科手術、麻醉、耳鼻喉科（ENT）、內科、和皮膚科的風險高，而影像診斷科和小兒科的受傷比率相對較低。
在美國，醫護人員的針刺傷害事件有一半並未報告，不報告的理由是報告過程冗長，而且工作因此受到干擾。有熱線電話、證人、和緊急應變小組的存在，可提高報告的比率。醫師尤其擔心會有失尊嚴，或者給人風險意識不足的印象，而不作報告。風險意識不足，或許是對風險缺乏了解，可能會對某些患者病情發生判斷錯誤。監測針刺傷害的系統包括有在美國東北部的自願性“國家醫療衛生工作者監視系統”（National Surveillance System for Healthcare Workers，NaSH），以及暴露預防資訊網絡（Exposure Prevention Information Network，EPINet），這是一種收集數據的記錄和追踪系統。

## 社會與文化

### 成本
針刺傷害會產生兩種成本-間接和直接的。美國政府問責署（GAO）認為，由於要求醫院使用有安全設計的針頭而減少針刺傷害，可節省大量醫療費用。傷害的成本包括PEP、人員的薪資和時間損失、生活素質、情緒困擾、與藥物毒性相關的成本、組織相關責任、病故、患者護理品質、和勞動力降低。
在2000年，因為針刺傷害而產生的化驗和後續治療費用（有不同的治療方式）估計為每人5,000美元。美國醫院協會發現，發生一例血體液傳染病感染，用於化驗、後續治療、以及失能給付的費用，可能需要100萬美元。估計透過防止醫事人員的針刺傷害，美國每年可節省10億美元（包括檢測、化驗室工作、諮詢、和後續治療相關的費用）。

### 立法

#### 美國
美國通過的《2000年針刺安全與預防法案（Needlestick Safety and Prevention Act of 2000）》和隨後2001年的《2001年預防血體液病原體作業準則（Bloodborne Pathogens Standard of 2001）》，要求醫療機構使用更安全的針頭、員工提供建議、以及記錄下所有銳利物傷害事件。在通過《2000年針刺安全與預防法案》後的五年中，非手術性的針刺傷害減少31.6％。但是，這項法律並未降低手術室的扎傷事件，受傷人數在同期反而增加6.5％。

#### 中華民國
根據醫療法修正第五十六條及第一百零一條條文：醫療機構應依其提供服務之性質，具備適當之醫療場所及安全設施。“醫療機構對於所屬醫事人員執行直接接觸病人體液或血液之醫療處置時，應自中華民國一百零一年起，五年內按比例逐步完成全面提供安全針具。”根據研究人員在2019年10月23日發表的研究報告：“雖然醫療法規定五年內醫療院所須全面提供安全針具，但事實上安全針具的使用雖有增加但部分類別卻仍然有限.......”結論是必須做進一步的研究。

### 醫療院所外的傷害事件

美國有四個州（圖中綠色所示）禁止家庭把廢棄注射器當一般垃圾拋棄，要求設立收集中心，用過的注射器寄回原有機構，或是其他的安全措施。

安全社區針頭處置聯盟（這組織在2014年由非營利資訊組織NeedyMeds接手，改名為SafeNeedleDisposal.org）估計，在美國的家庭醫療用注射器，一年的使用數量超過75億支。大量使用之後，由於操作錯誤和不當拋棄，而引起醫療院所之外發生大量針刺傷害問題。任何鋒利的器械上的血液（無論是新發生，或者是舊有）都可能有傳染性。愛滋病毒和C型肝炎病毒在血液乾燥後幾個小時後就會死亡，但B肝炎病毒即使在乾燥狀態下也會具有傳染性。B型肝炎在社區中傳染的風險高，是由於B型肝炎在社區人群中的流行率高於愛滋病，而且通常血液中的B型肝炎病毒濃度很高。
醫界以外，有許多他項職業也有針刺傷害的風險，例如執法人員、垃圾收集者、工人、和農業作業人員。目前尚無針對社區收集和追踪針刺傷害的標準作業系統，因此要衡量這項問題產生的影響，會有難度。執法人員和醫事人員一樣，會短報針刺傷害事件。在聖地牙哥 (加利福尼亞州)，只有30％的警察會報告針刺事件。丹佛警察局對1,333名警察所做的一項研究發現，只有43.4％的人報告他們受到針刺傷害；而其中42％是發生在他們的夜班工作期間。這些工作人員碰到的針刺傷害，大部分是在他們工作的頭5年內發生。在紐約市所做的一項研究發現，每10,000名警官的傷害暴露率為38.7（針刺和被人咬傷）。在墨西哥的提華納市，有15.3％的警務人員報告曾有過針刺傷害的經驗，而其中有14.3％的傷害是在報告過去一年內所發生。

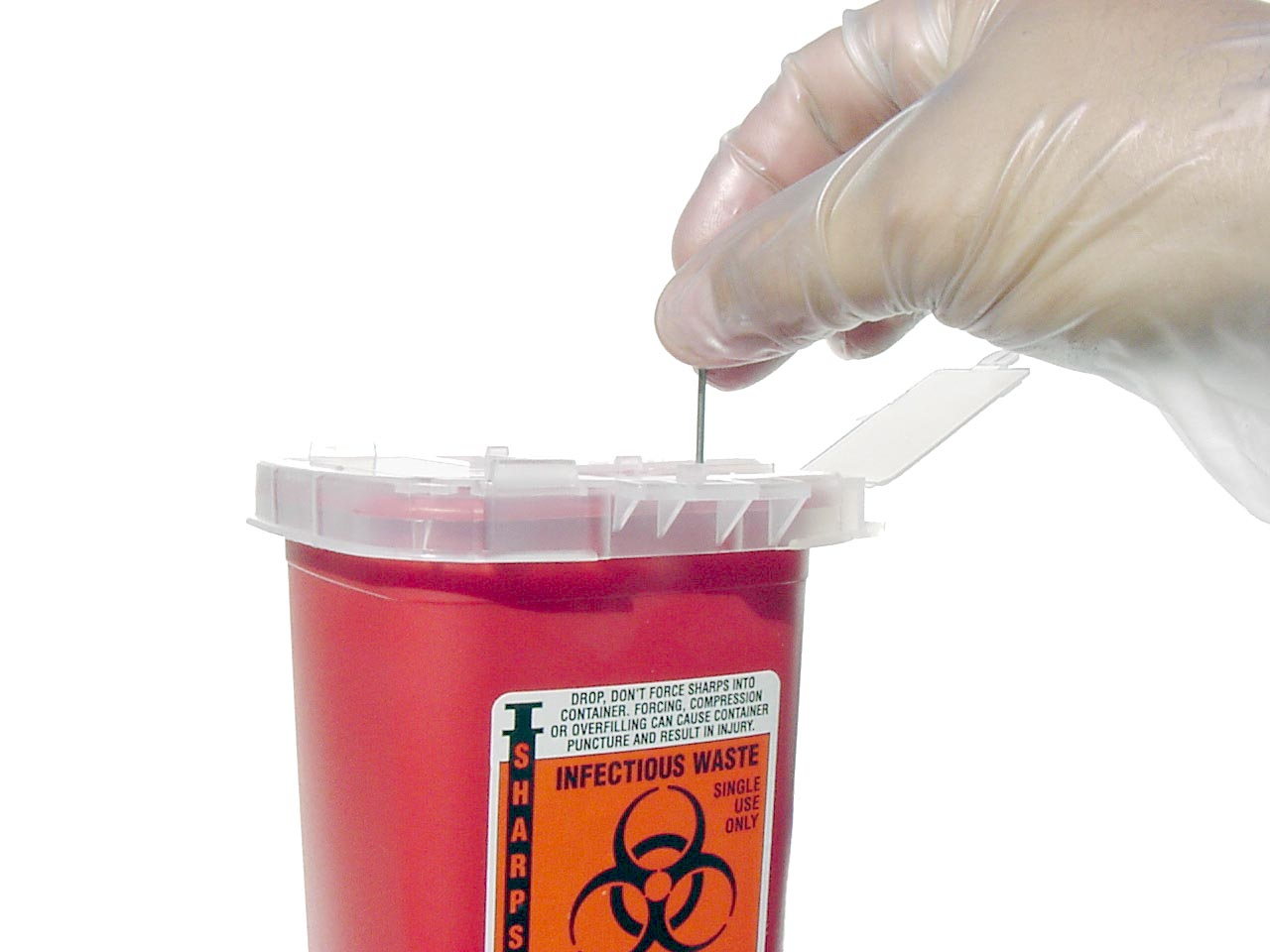
善用醫療廢棄利器收集盒可以降低針刺傷害的風險。

針刺傷害是回收工作人員從社區收集的垃圾中清出可回收物品時，會遭受的三大傷害之一。管家和清潔工人在酒店、機場、室內和室外娛樂場所、劇院、零售店和學校等場所，每天都有接觸到受到污染注射器的風險。一項針對墨西哥城垃圾收集員所做的小型研究發現，在過去的一年中，有34％的收集員報告曾受到針刺傷害。
兒童在社區環境（例如公園和遊戲場）中受到丟棄的針頭造成傷害的事件尤其令人擔憂。雖然尚無美國兒童受到針刺傷害的確切數字，但即使只有一名兒童受傷，也會引起公眾恐慌。加拿大的研究報告說，有274名兒童受到廢棄針頭造成的傷害，其中多數是男孩（64.2％），發生的地點是在街道上和/或公園內（53.3％）。
防止針刺傷害的方法有多種。首先而且最重要的是要加強社區教育。尤其是對兒童的早期教育。在對廢棄針頭傷害的研究報告說，受到傷害兒童的平均年齡在五至八歲之間。在一項研究發現，有15％的傷害是發生在模仿吸食毒品動作的兒童身上。因此在兒童很小時就該傳授有關接觸針頭的風險，以及碰到注射器時應採取的正確處置方式。
為利用注射方式吸毒者提供更多的成癮治療和預防因注射而傳染疾病的推廣計劃，會有益處。事實證明，針頭處置和注射器服務計劃（NSP，或稱針具更換計劃（needle exchange program，NEP）可把針頭棄置在公共區域的數量減少。CDC認為這些計劃可有效預防HIV，並有助於降低感染C型肝炎的風險。此外，美國國家環境保護局在2004年提出安全處置的方案，包括有：
- 銳利器物廢棄物收集點
- 注射器更換計劃
- 廢棄針頭寄回計劃
- 家用針頭銷毀設備
- 家用危險廢棄物收集點
- 住宅區廢棄物特定回收計劃[50]

如果特定社區並無針刺傷害預防計劃時，有項1994年的研究，提出一個在"高風險"地區實施的替代方案-建議在兒童遇到針頭扎傷情況時，對兒童進行B型肝炎的常規暴露後預防療法（PEP）接種，以預防疾病發生。

### 針具更換計劃
這個針頭和注射器更換計劃是荷蘭的阿姆斯特丹市在1981年，因為在利用注射方式吸毒者群組中發生B型肝炎病例湧現所做的因應措施。在已開發國家興起的愛滋病，針頭更換計劃迅速成為國家公共衛生中的重要項目。這些計劃的運作方式是提供無菌注射器和注射工具給利用注射方式吸毒的人。每次注射都需要乾淨的設備才能預防血體液傳染病的傳播，而達到目的的前提是可方便，而且是免費的取得。
這個計劃也是有效降低針刺傷害的方法。受到污染的注射器從街頭移除，周圍社區居民，以及執法人員無意間遭受血體液血傳染病感染的風險隨之降低。一項在康乃狄克州哈特福市所做的研究發現，實施針具更換計劃之後，哈特福警官的針刺傷害率有所下降：在前6個月的1,007次與毒品有關的逮捕中，有6人受傷，而在之後的6個月的1,032次逮捕中，只有2人受傷。
根據數據，均證實更換計劃確有成效，可大降低注射毒品使用者感染HIV的風險，也降低非出於故意而產生的負面後果。美國指出，政府資助的更換計劃與降低HIV傳播率、增加吸毒者使用無菌注射器的可能性、以及增加這些人的健康和社會服務有關聯。沒有這種更換計劃的國家與愛滋病的發病率上升有關。
不過，美國政府對吸食毒品採取的是零容忍的政策，在1988年明令禁止政府資助針具更換計劃。因此，後來在美國，只有零星的的針具更換計劃在實施。

## 外部連結
- http://www.gao.gov/products/GAO-01-60R （页面存档备份，存于） GAO
- Preventing Needlestick Injuries in Health Care Settings （页面存档备份，存于）, an alert from the National Institute for Occupational Safety and Health (NIOSH)
- What Every Worker Should Know: How to Protect Yourself From Needlestick Injuries （页面存档备份，存于）, from the National Institute for Occupational Safety and Health
- NIOSH Bloodborne Infectious Diseases Topic Page （页面存档备份，存于）
- International Healthcare Worker Safety Center, University of Virginia （页面存档备份，存于）
- Worker Information https://www.cdc.gov/niosh/topics/bbp/emergnedl.html （页面存档备份，存于）
- OSHA Bloodborne Pathogen Standard (BBPS) （页面存档备份，存于）
- Bloodborne Pathogens and Needlestick Prevention （页面存档备份，存于）, from the Occupational Safety and Health Administration (OSHA)
- OSHA Bloodborne Pathogens Workplace Safety Standards and Regulations （页面存档备份，存于）
- NIOSH Bloodborne Infectious Diseases Topic Page （页面存档备份，存于）
- Canadian Centre for Occupational Health and Safety: Needlestick Injuries （页面存档备份，存于）